# П'єтравайрано
П'єтравайрано (італ. Pietravairano) — муніципалітет в Італії, у регіоні Кампанія,  провінція Казерта.
П'єтравайрано розташовані на відстані близько 155 км на південний схід від Рима, 60 км на північ від Неаполя, 33 км на північний захід від Казерти.
Населення — 2975 осіб (2014).
Щорічний фестиваль відбувається 1 вересня. Покровитель — San Eraclio.

## Демографія
Населення за роками:

Станом на 1 січня 2023 року в муніципалітеті офіційно проживало 158 іноземців з 14 країн, серед них 83 громадяни країн Євросоюзу та 7 громадян України.

## Сусідні муніципалітети
- Бая-е-Латіна
- П'єтрамелара
- Равісканіна
- Ріардо
- Роккаромана
- Сант'Анджело-д'Аліфе
- Вайрано-Патенора